# التصنيفات الدولية لبوتسوانا
تتضمن المقالة التالية التصنيفات الدولية لبوتسوانا.

## التصنيفات الاقتصادية
- برنامج الأمم المتحدة الإنمائي: مؤشر التنمية البشرية لعام 2013 المرتبة 119 من 187
- المنتدى الاقتصادي العالمي: تقرير التنافسية العالمية المرتبة 66 من 133

## التصنيفات العسكرية
- رؤية الإنسانية، مؤشر السلام العالمي 2013 المرتبة 32 من 162

## التصنيفات السياسية
- منظمة الشفافية الدولية: مؤشر مدركات الفساد لعام 2013 [1] المرتبة 30 من 177
- مؤشر حرية الصحافة لمنظمة مراسلون بلا حدود لعام 2013 [2] في المرتبة 40 من أصل 179

## التصنيفات التكنولوجية
- المنظمة العالمية للملكية الفكرية: مؤشر الابتكار العالمي 2024، المرتبة 87 من بين 133 دولة [3]